# El hijo pródigo (Britten)
El hijo pródigo (título original en inglés, The Prodigal Son) es una de las tres parábolas para iglesia con música de Benjamin Britten y libreto en inglés de William Plomer, basada en la historia bíblica del hijo pródigo. Data de 1968, y es su Opus 81. Las otras dos parábolas para iglesia son Curlew River (1964) y El horno de las fieras (1966). Britten dedicó la partitura a Dmitri Shostakovich.
La primera representación tuvo lugar el 10 de junio de 1968 en Orford Church, Suffolk.  Entre los instrumentistas estaba el trompa Neill Sanders y el percusionista James Blades. Colin Graham fue director de escena.
Como con las otras parábolas de iglesia, las fuerzas instrumentales son muy modestas: flauta, trompa, viola, contrabajo, arpa, órgano y percusión, con el uso de flauta alto y pequeña trompeta en Re marcando cambios comparada con otras obras.  La percusión también incorpora una matraca de calabaza.
Esta obra rara vez se representa en la actualidad; en las estadísticas de Operabase aparece con solo 2 representaciones en el período 2005-2010.

## Personajes
| Personaje                                                              | Tesitura      | Reparto del estreno, 10 de junio de 1968 (Director: - )                         |
| ---------------------------------------------------------------------- | ------------- | ------------------------------------------------------------------------------- |
| Tempter/Abbot (Tentador/Abad)                                          | tenor         | Peter Pears                                                                     |
| The Father (El padre)                                                  | barítono bajo | John Shirley-Quirk                                                              |
| The Younger Son (El hijo menor)                                        | tenor         | Robert Tear                                                                     |
| The Elder Son (El hijo mayor)                                          | barítono      | Bryan Drake                                                                     |
| Young Servants and Distant Voices (Jóvenes sirvientes y voces lejanas) |               | Gerald Beauchamp, Michael Butler, Jonathan Fox, Richard Hopkins, David Rookwood |
| Coro: Sirvientes, parásitos y mendigos                                 |               |                                                                                 |